# Igor Baloste
 (octobre 2011).
Si vous disposez d'ouvrages ou d'articles de référence ou si vous connaissez des sites web de qualité traitant du thème abordé ici, merci de compléter l'article en donnant les références utiles à sa vérifiabilité et en les liant à la section « Notes et références ».
Igor Baloste, ou Fouletier-Baloste, est un expert en nouveaux médias et technologies de la communication, connu d'un public restreint pour son parcours d'artiste plasticien contemporain, de musicien, et de galeriste. Il vit à Paris.

## Biographie
Fils de Jean-Paul Fouletier, médecin du sport et haltérophile olympique, 8 fois champion de France, et d'Irène Baloste-Fouletier, psychiatre et écrivain, auteur notamment de "La pauvreté de vivre" (Maspero), des "Chroniques de l'ordre asilaire" (Federop), et de haïku contemporains, Igor Baloste grandit entre le Cameroun, Vénissieux et Villeurbanne.
Parallèlement à sa formation en piano et harmonie jazz à l'AIMRA et au Conservatoire de Givors, avec Rémy Goutin et Benoît Cancoin, il étudie le chant jazz à l'école nationale de musique de Villeurbanne (ENM), avec Sylviane Feyssieux. Puis l'arrangement et la composition avec Hervé Legrand, fils de Michel Legrand De ce parcours pédagogique, Igor Baloste a été marqué par ses masterclasses avec Kenny Werner, Carlos Mazza et Helen Dee. Puis il va créer l'electrooorchestre, un concept de performance et d'improvisation à géométrie variable rassemblant des cuivres et des cordes autour de machines électroniques ; des musiciens comme Vincent Gugglielmi (tp, bugle), Benoît Cancoin (cb), Eric Vanion (sx), Olivier Bost (tb), Eleonore Grollemund (cello), ..., voudront bien se prêter à une série d'expériences live de musique modulaire semi-écrite, au MAC de Lyon, à Villiers s/Marne, (...).
Il a toujours pratiqué en parallèle à la musique les arts graphiques, et les nouveaux outils multimédias au début des années 90, principalement au sein du collectif de cultures numériques Dopebase.

## Artiste plasticien
Igor Baloste a produit une œuvre plastique visuelle et interactive. C'est en répondant à un appel à projets de la Galerie Roger Tator à Lyon pour le parcours d'art contemporain SuperFLUX qu'il crée sa première pièce interactive Igorcubes, qui sera également présentée au Musée d'art contemporain de Lyon dans le cadre d'une journée du Collectif Dopebase associée aux Nuits Sonores. Ainsi, "Pas(?) Sociable" questionne les rapports aux lois dans le cadre de relation mutuelles au sein d'un groupe : la collectivité improvisée des visiteurs. L'idée de la situation de l'art envisagée aussi comme une situation sociale dans le lieu d'exposition est donc proposée.
Il expose ses installations vidéo interactives au centre d'art du Safran d'Amiens (œuvres "Pas(?) sociable, désordre, ...), et présente "ToC" lors de la Fête de la musique de la Ville de Lyon, au Centre Culturel de Saint-Priest, au Festival Electro International Electrocirkus de Carpentras et  au festival "Nuit Blanche" d'Amiens.
En 2011 il bénéficie du soutien du Ministère de la Culture CNC-Dicréam, pour l’œuvre Les Destinées créée en résidence au Centre Culturel Solidaire Le100. Dans le cadre de cette résidence, il recevra lors d'une table ronde à la Mairie du XIIe arrondissement de Paris Isabelle Berebi-Hoffmann, directrice de recherche en sociologie au CNRS-LISE, et Fanny Georges, chercheuse au CNRS en art et esthétique.
La même année, Igor Baloste expose à Staten Island New York, au festival Lumen, avec le soutien de l'Ambassade de France à NYC. Il bénéficiera de l'aide des membres de la Flux factory de New York, dans le Queens où il sera hébergé pendant la période du festival. Il y présentera deux œuvres interactives, caillouxmonde, et désordre. 
En octobre 2011, il expose conjointement avec Victor Férès et François Lautissier à la Briqueterie d'Amiens dans le contexte de la création d'un jardin partagé dans un quartier populaire de la ville.

## Musicien
Pianiste, improvisateur de jazz, vocaliste, compositeur-arrangeur de musique expérimentale autant que d'électro-pop, Igor Baloste est aussi compositeur et performeur d'expériences mêlant créations interactives et musiciens d'improvisation cuivres et cordes. Il effectue près de 400 concerts et représentations pour ce spectacle, l'électrooOrchestre,  
et d'autres événements tels que Avoixcadabra (quartet a capella) , ou Mystère Swing Big Band. L'électrooOrchestre a été invité à se produire aux Nuits Sonores, par le musée d'art contemporain de Lyon, au centre d'art Aponia de Villiers sur Marne, au festival Electrocirkus de Carpentras, en concert "Aimez-vous Brahms ?", et a été en diffusion sur France Culture et France Musique dans l'émission "Des fins de mois difficiles" de Christian Zanesi.
Igor Baloste compose pour le théâtre (Compagnie Telle Quelle : Casimir et Caroline d'Oden von Horvath), la danse contemporaine (Compagnie Axelle Mikaeloff, Juliette Beauviche).
Il participe au sein du collectif de cultures electroniques Dopebase à la composition de 2 albums, 00001, et Macrocut #00000000004 distribué par Musicast.
Il sort en  2008 l'album la République de l'Ecran Magique" , album de chanson pop inclassable , diffusé par Indiz, qu'il compose, écrit, et arrange et interprète, avec en featuring les chanteuses Zélie et Nat Kaso, et le guitariste Claude Desroches, et qui trouve ses parentés chez des artistes comme Brigitte Fontaine, Björk, Alain Bashung, David Sylvian. 
A la radio il crée le générique de l'émission "les Vendredis de la Musique" de Jeanne Martine Vacher sur France Culture, puis de l'émission Movimento.

## Auteur
Igor Baloste est membre de la SACEM en tant qu'auteur compositeur ; il a notamment écrit les textes d'une trentaine de chansons, dont les textes de l'album la République de l'Ecran Magique" .
À travers des chansons comme "Louise Tonnerre", "Rêve de la jungle", "le Surfer d'argent", "Dans ta bouche", il visite de manière décalée les grands thèmes de la vie intime et de la société.